# The Mitchells vs. the Machines
The Mitchells vs. the Machines (Nederlandse titel: De Mitchells tegen de machines) is een Amerikaanse computer-geanimeerde komische sciencefictionfilm uit 2021, geregisseerd door Mike Rianda (in zijn speelfilmdebuut) en geproduceerd door Sony Pictures Animation.

## Verhaal
Katie Mitchell wordt aangenomen op de faculteit waar ze van droomde om te studeren. Haar vader besluit op het laatste moment dat zijn dochter niet met het vliegtuig moet, maar met het hele gezin met de auto. De reis moet leuk zijn en het uitstapje met Katie gemakkelijker maken. Onderweg wordt het gezin echter geconfronteerd met een robotopstand. De vier Mitchells zullen slim en gecoördineerd moeten denken en handelen om de wereld te redden van de technologie die gek lijkt te zijn geworden.

## Stemverdeling
| Personage       | Engelse stem     | Nederlandse stem              | Vlaamse stem         |
| --------------- | ---------------- | ----------------------------- | -------------------- |
| Katie Mitchell  | Abbi Jacobson    | Vajèn van den Bosch           | Gloria Monserez      |
| Rick Mitchell   | Danny McBride    | Simon Zwiers                  | Pieter Jan de Smet   |
| Linda Mitchell  | Maya Rudolph     | Peggy Vrijens                 | Ini Massez           |
| Aaron Mitchell  | Mike Rianda      | Roben Mitchell                | Youssef El Kaouakibi |
| Dr. Mark Bowman | Eric André       | Juliann Ubbergen              | Jenne Decleir        |
| PAL             | Olivia Colman    | Frédérique Sluyterman van Loo | Katrien De Becker    |
| Deborahbot 5000 | Fred Armisen     | Pim Veth                      | Govert Deploige      |
| Eric            | Beck Bennett     | Dennis Willekens              | Juan Gerlo           |
| Hailey Posey    | Chrissy Teigen   |                               |                      |
| Jim Posey       | John Legend      |                               |                      |
| Abbey Posey     | Charlyne Yi      |                               |                      |
| PAL MAX Prime   | Blake Griffin    |                               |                      |
| Glaxxon 5000    | Conan O'Brien    |                               |                      |
| Jonge Katie     | Madeleine McGraw |                               |                      |
| Dirk            | Alex Hirsch      |                               |                      |

## Release
De film was oorspronkelijk gepland om in de bioscoop te worden uitgebracht door Sony Pictures Releasing in de Verenigde Staten op 10 januari 2020, maar werd later uitgesteld tot 18 september van dat jaar. Het werd opnieuw uitgesteld tot 23 oktober 2020 vanwege de COVID-19-pandemie. De film werd later in oktober uit het releaseschema verwijderd, hoewel de film nog steeds later in 2020 zou worden uitgebracht op het moment dat de film werd verwijderd.
Op 21 januari 2021 kocht Netflix de wereldwijde distributierechten voor de film voor ongeveer $ 110 miljoen, waarbij Sony de distributierechten in China behield. Twee maanden later, op 23 maart 2021 kondigden ze aan dat de film zou worden uitgebracht op 30 april 2021 na een beperkte Amerikaanse bioscooprelease een week eerder, op 23 april 2021.

## Ontvangst
De film ontving overwegend positieve recensies vanwege zijn animatie, thema's, humor en LGBT-representatie. Op Rotten Tomatoes heeft The Mitchells vs. the Machines een waarde van 98% en een gemiddelde score van 8,20/10, gebaseerd op 180 recensies. Op Metacritic heeft de film een gemiddelde score van 80/100, gebaseerd op 32 recensies.